# غاريقون ثنائي البوغ
غاريقون ثنائي البوغ أو غاريقون زراعي (الاسم العلمي: Agaricus bisporus) هو نوع من الفطريات يتبع جنس الغاريقون من الفصيلة الغاريقونية.

## معرض صور

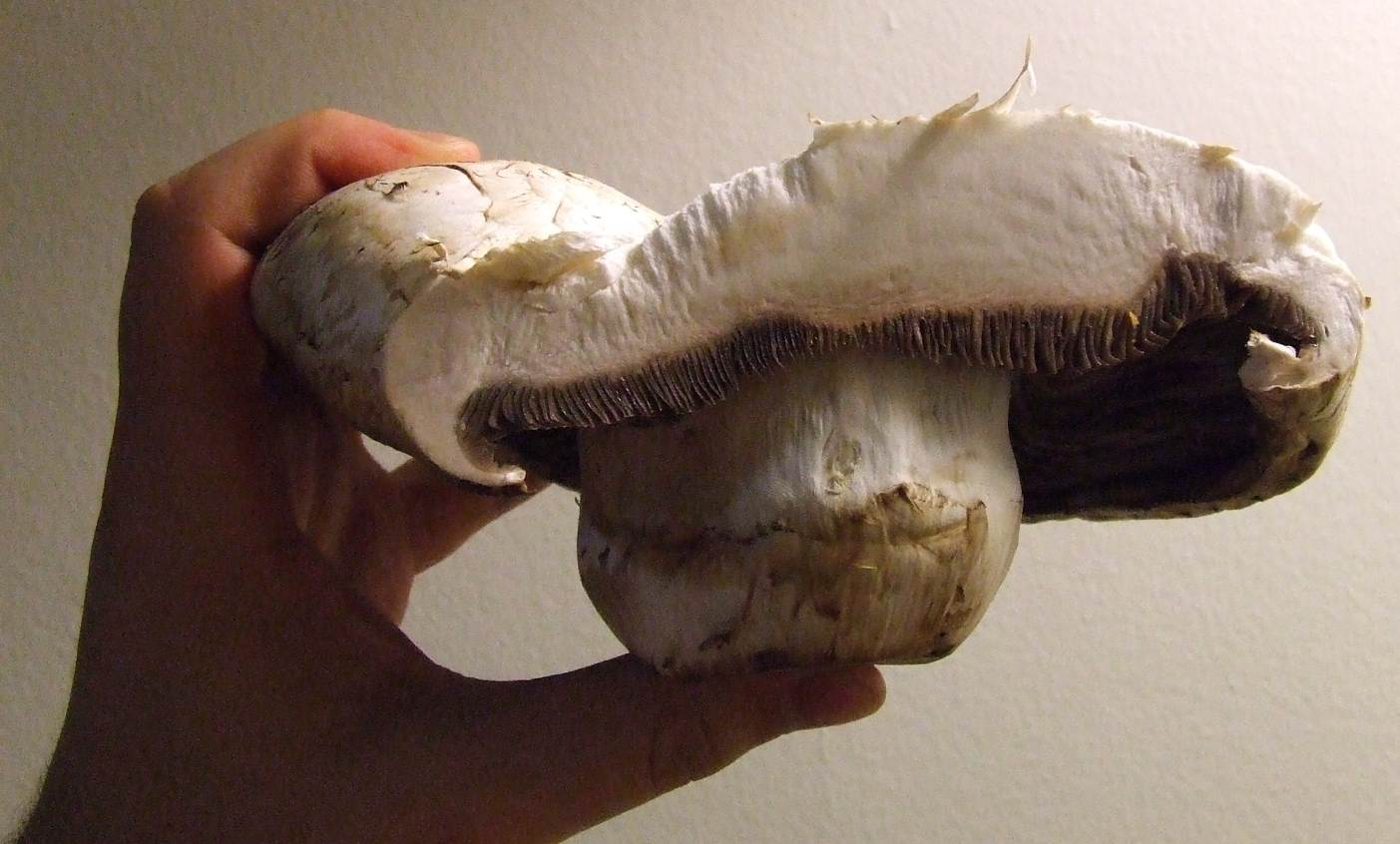
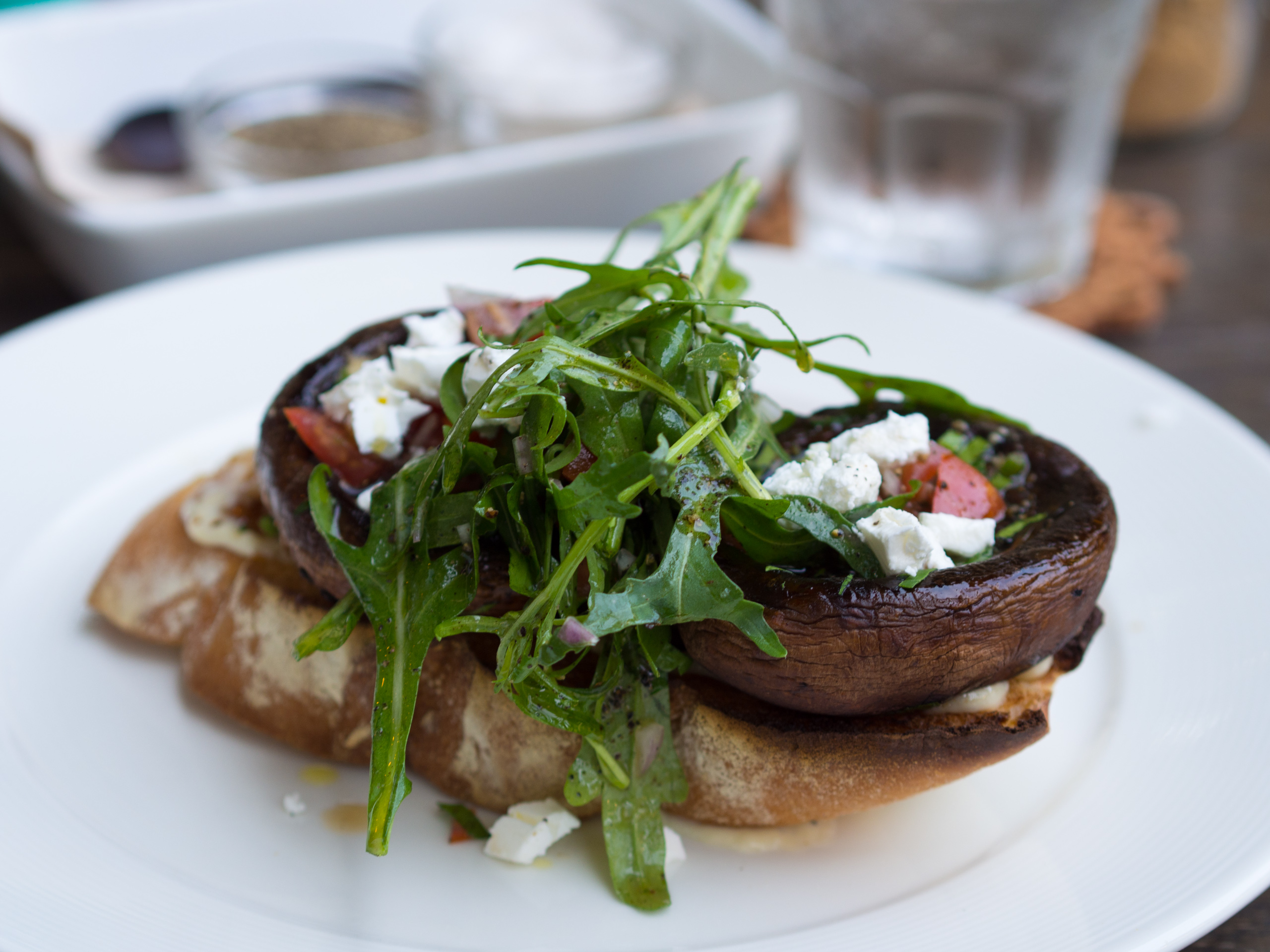
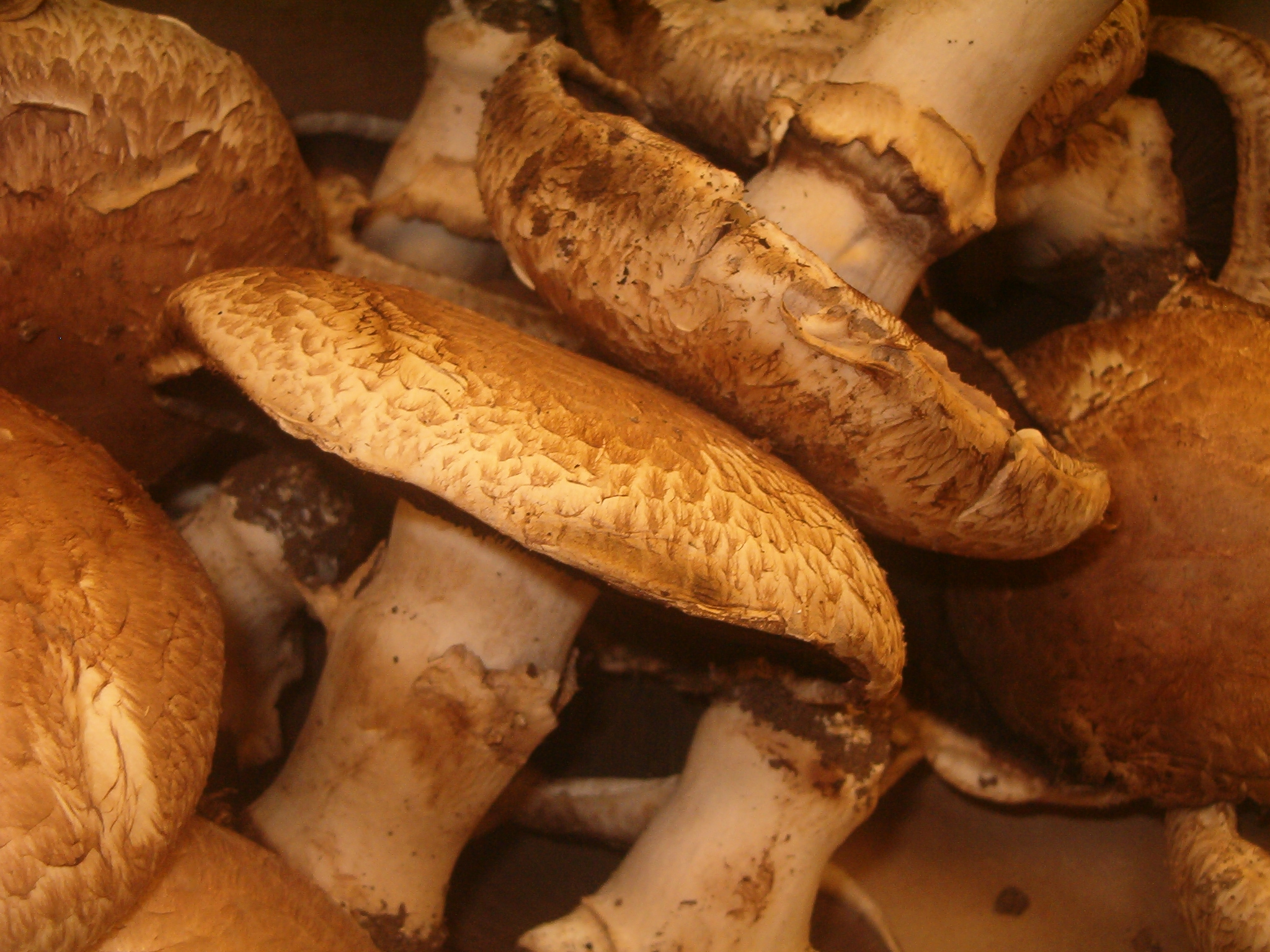
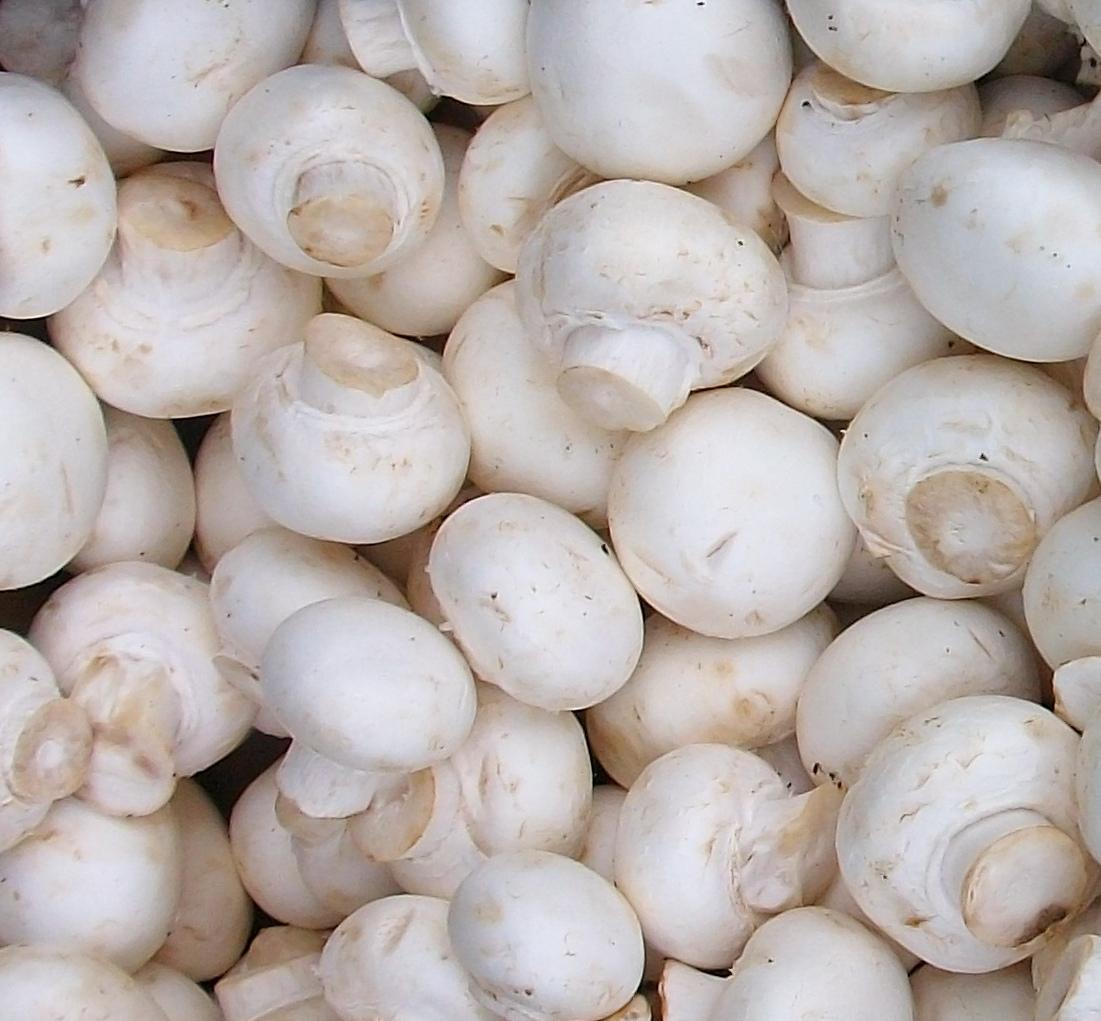
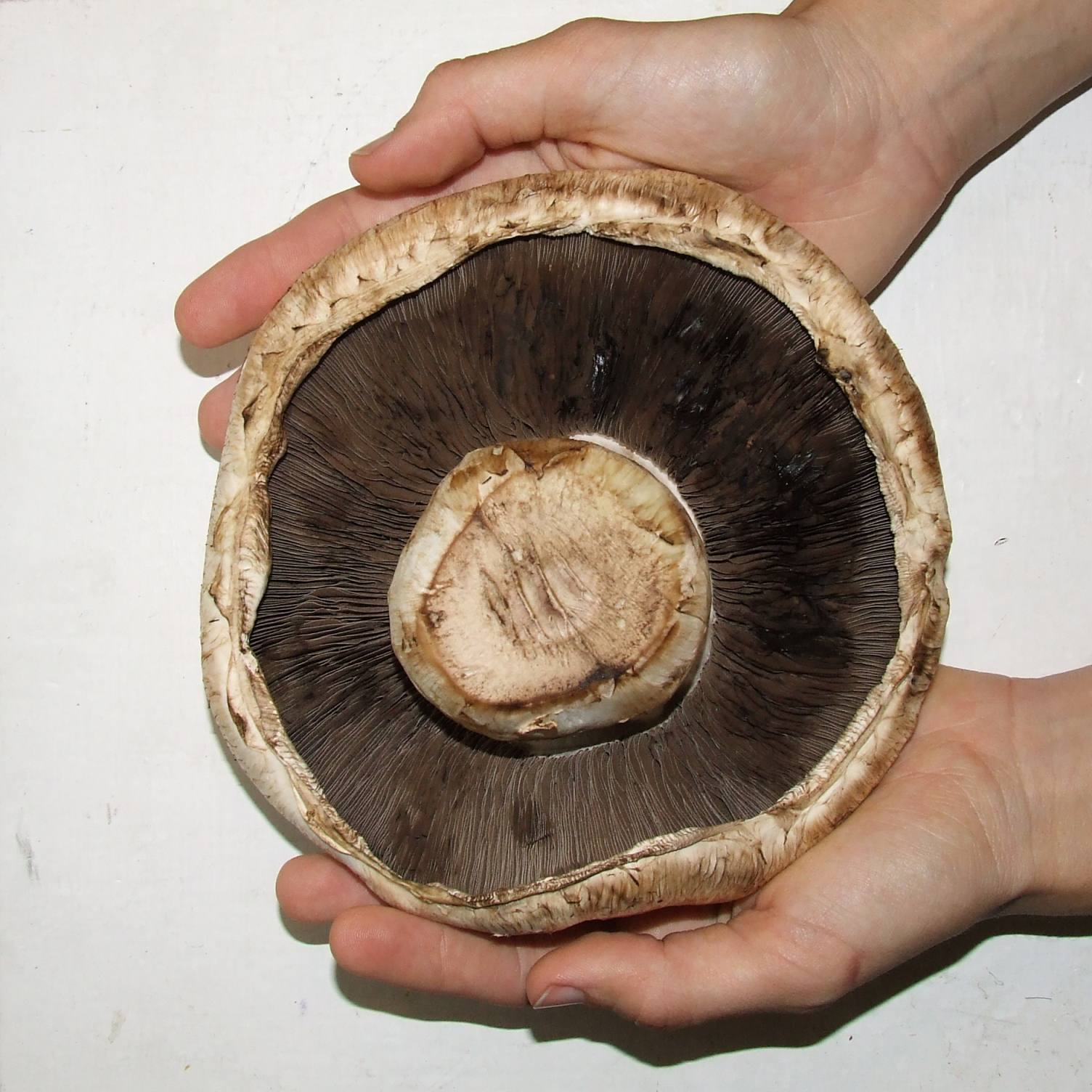
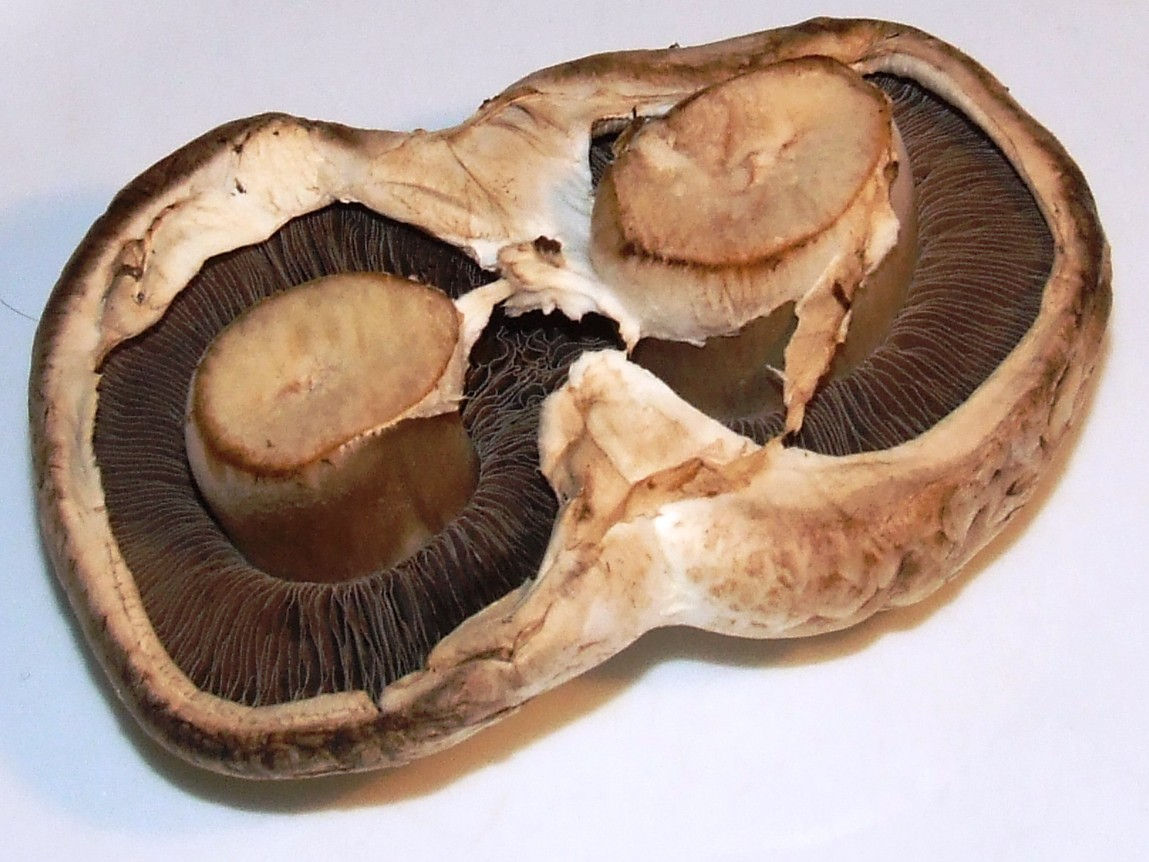